# Fiatal Autonóm Közgazdászok Társasága Szakkollégium
A Fiatal Autonóm Közgazdászok Társasága Szakkollégium (FAKT) a Budapesti Corvinus Egyetem egyik szakkollégiuma, melyet 2008-ban alapított az egyetem tíz hallgatója. Az első három évben diákszervezetként működött, 2011 júniusától pedig szakkollégiumi keretek között működik. A FAKT az egyetem legfiatalabb szakkollégiuma, mely alapvetően közgazdaságtudományi profilja mellett céljának tekinti összetartó, értelmiségi közösséget biztosítani tagjai számára. A taglétszám 2021-ben 67 fő volt.

## Szervezeti felépítés
A Szakkollégium működésének alapelve, hogy a tagság a kizárólagos döntéshozó minden vezetői szinten, mely szintek lapos piramisszerű modellen alapulnak. A Szakkollégium ezzel a szervezeti felépítéssel igyekszik biztosítani a gyors döntéshozást és az nevéből következő autonomitás fenntartását.
A fő döntéshozó szerv a tagság, mely a nyitó-, negyedéves- és záró gyűlésen stratégiai, valamint az egész szervezetet érintő kérdésekben demokratikus úton történő szavazással határoz a felmerülő javaslatokról. A napi szintű operatív munka hat team-be szerveződve zajlik, amik a stratégiában megfogalmazott feladatokat dolgozzák ki és valósítják meg. A 3-4 fős teamek, melyek összetétele félévente változik különböző területeken dolgoznak: 
- Szakmaiság
- Pénzügy
- Közösség
- Marketing
- Szervezetfejlesztés
- Vállalati kapcsolatok

Az egyes teameket a Team Vezetők irányítják és képviselik a Vezetői Ülésen. 
Az Elnökség – Elnök és 3 Alelnök - feladata a stratégia kidolgozása, a teamek feladatkörének meghatározása és végrehajtásának ellenőrzése. Az Elnök képviseli a szervezetet, míg az Alelnökök 2-3 team munkájának koordinálásáért felelnek.

### Felügyelő Bizottság
A Felügyelő Bizottság tagjai olyan felelős volt vezetők, akik a gyűléseken véleményezik, tanácsokat és ajánlásokat fogalmaznak meg a Szakkollégium stratégiai döntéseit illetően. A Felügyelő Bizottságnak alanyi jogon tagja a megelőző év Elnöke, 3 Alelnöke, valamint minden olyan korábbi Elnök, aki két évig vezette a Szakkollégiumot.

## Szakmaiság

### Kurzusok
A szervezet szakmai programja alapvetően a szakkollégiumi hagyományokat követi, külön emelt szintű kurzusokat, vitaköröket szervezve tagjai számára, amelyeket ötvöz a nyugat-európai egyetemeken működő diákszervezetek képességfejlesztő foglalkozásaival és pályakezdést segítő vállalati programokkal. 
A kurzusok között nem csak a szorosan a közgazdaságtudományhoz kötődő témájúak találhatóak meg, hanem business-jellegű képzések is elérhetők.
A maximum 6-10 fős kurzusok oktatói nagyrészt az egyetem tanárai közül kerülnek ki, akikkel így lehetőség nyílik személyes kapcsolat kiépítésére. A kis létszámú kurzusok továbbá lehetővé teszik, hogy a hallgatók alaposabban elmélyüljenek egy adott témakörben, és felkészültebben lépjenek ki egyetemi diplomájuk megszerzése után a munkaerőpiacra. 
Az elmúlt években többek között az alábbi kurzusok közül is választhattak hallgatóink:
- Közgazdaságtudományi és módszertani jellegű kurzusok:

Alkalmazott statisztika, A pénzügyi közvetítés alternatív formái, A Stata használat alapjai, Banki kockázatok kezelése, Haladó játékelmélet, Politikai gazdaságtan, Területi modellek a piacszerkezetben
- Gazdálkodástudományi és business-jellegű képzések:

Alkalmazott vállalatértékelés, Bankrotációs kurzus, Business Case Solving, Gazdasági jog, Leadership és management a gyakorlatban (oktató: Beck György), Vállalati stratégiák az elméletben és a gyakorlatban (oktató: Mészáros Tamás), Vezetői tárgyalástechnika, Webfejlesztés

### Előadások
Az előadások/előadás-sorozatok egy része nyitott a külsősök és a sajtó képviselői számára is. A meghívott előadók között számos neves szakember volt, többek között Heinczinger István (MÁV), Inotai András (MTA), Király Júlia (MNB), Beck György (Vodafone).

### Közösségi programok
- tábor: az évente háromszor – tavasszal, télen és ősszel – megrendezésre kerülő táborok programjában a szórakozás mellett szakmai programok is helyet kapnak (meghívott előadók, TDK-dolgozatok bemutatása, brainstormingok aktuális szervezetet érintő kérdésekben).

- Fakt Beszélgetős Estek: kötetlen beszélgetések meghívott előadókkal:

A Fakt Szakkollégium többek között vendégül látta már Uj Péter újságírót, Koltai Lajos operatőr és rendezőt, Török Gábor politológust és Kopp Mária pszichológust.
- filmklubok, múzeumlátogatások
- kirándulások, közös sportolási alkalmak

### Gólyaprogramok
A FAKT minden őszi félévben elindítja a felvételizőknek szánt programsorozatát, a Gólyaestet. A programsorozat során a Gólyák kötetlen keretek között (pl. teamszimuláció, kvíz, melegszendvicsezés) ismerhetik meg a FAKT-os létet. Az első- és másodéves Corvinusos hallgatók emellett konzultációk során találkozhatnak Faktosokkal: a tanév során rendszeres vizsgafelkészítők zajlanak többek között Mikroökonómia, Matematika, Statisztika és Vállalati Pénzügyek tárgyakból. Vállalati partnerekkel együttműködve továbbá minden évben megrendezésre kerül az Elsős Verseny is, mely témájában sokkal gyakorlatiasabb, nem a tankönyvi ismeretekre fókuszál, sokkal inkább a gondolkodásmódbeli képességekre.
A FAKT felvételijét hagyományosan a tavaszi félév szorgalmi időszakának 4. és 5. hetében tartja, melyet megelőz a szervezet Infóestje, ahol az érdeklődők számára bemutatásra kerül a szervezet.

## Külső hivatkozások
- Hivatalos honlap